# Vince Russo
Vince Russo, pseudonimo di Vincent James Russo (New York, 24 gennaio 1961), è un dirigente, manager e produttore di wrestling statunitense, noto per i suoi trascorsi nella World Wrestling Federation, nella World Championship Wrestling e nella Total Nonstop Action.
Russo è una delle menti creative che diedero origine alla D-Generation X a fine anni novanta. Nonostante il suo ruolo da produttore, tra il 2000 e il 2003 combatté alcuni incontri di wrestling e vinse anche il WCW World Heavyweight Championship contro Booker T.

## Carriera

### World Wrestling Federation (1992–1999)
Nel 1992 Russo venne assunto come giornalista freelance dalla rivista WWF Magazine su segnalazione di Linda McMahon e successivamente divenne uno dei redattori utilizzando lo pseudonimo Vic Venom. Nel 1996 salì di livello ed entrò nel team creativo della WWF. Nello stesso anno l'indice di gradimento di Monday Night Raw toccò il fondo perdendo per 86 settimane di fila il confronto con WCW Monday Nitro, show di punta della federazione rivale. Con la WCW che stava eclissando la WWF, McMahon chiamò Russo per apportare cambiamenti al prodotto offerto dalla federazione di Stamford; Russo contribuì scrivendo controverse storyline a contenuto sessuale, continui ed inaspettati turn heel e face e storie dal contenuto più adulto in generale e spesso volgare.
Alcune delle storyline più importanti da lui ideate compresero i celebri feud Steve Austin vs. Vince McMahon, The Undertaker vs. Kane, la nascita della D-Generation X, l'ascesa di The Rock e la "saga" di Mick Foley. Alcune delle sue creazioni più discutibili e controverse dell'epoca furono invece personaggi quali Sable, Val Venis e The Godfather.
Il 5 ottobre 1999 Russo e il suo collaboratore Ed Ferrara firmarono un contratto con la WCW. Russo riferì che le ragioni della sua fuoriuscita dalla federazione di McMahon sarebbero da imputarsi a dissidi di carattere economico avuti con quest'ultimo circa il continuo incremento del lavoro causato dall'introduzione del nuovo show, SmackDown!.

### World Championship Wrestling (1999–2000)
Russo e Ferrara cercarono di portare il medesimo stile adottato dalla WWF nella WCW, con in più l'obiettivo primario di cercare di mettere in ridicolo la federazione di Stamford.
Lo stile di scrittura delle storyline di Russo generò un turbinio di passaggi di titoli, tanto che l'idea di far perdere il IWGP Junior Heavyweight Championship a Jushin Thunder Liger durante una puntata di Nitro di fine 1999 non venne riconosciuta dalla New Japan Pro-Wrestling nell'albo d'oro della cintura fino al 2007 (Liger perse il titolo contro Juventud Guerrera, che lo colpì sulla testa con una bottiglia di tequila). Molti segmenti furono creati ad arte per sembrare episodi reali non predeterminati e alcuni wrestler furono incoraggiati a rilasciare interviste cosiddette "shoot", nelle quali presumibilmente raccontavano i retroscena del mondo del wrestling.
La scelta forse più controversa e criticata tra quelle messe in atto da Russo durante il suo periodo in WCW fu il far diventare World Champion l'attore David Arquette, mai stato un lottatore e digiuno di wrestling, e l'essersi assegnato lui stesso la cintura di campione poco dopo. Russo giustificò la vittoria del titolo da parte di Arquette con il fatto che egli non sconfisse un vero wrestler (schienò infatti Eric Bischoff) e che il tutto avrebbe potuto far acquisire molta pubblicità alla compagnia; dichiarò inoltre che la sua conquista del titolo fu il risultato di un infortunio imprevisto capitato a Goldberg sul ring durante un match contro Booker T. Russo rese comunque vacante la cintura la sera successiva durante una puntata di Nitro, dichiarando di non essere un wrestler e quindi di non meritarla e poterla difendere.
Nel 2000 Russo ricevette due telefonate a poca distanza l'una dall'altra, una da parte di Bret Hart (all'epoca WCW World Heavyweight Champion) e l'altra da Jeff Jarrett (all'epoca WCW United States Champion): entrambi gli dissero di essere infortunati e di non poter difendere le cinture e ciò costrinse Russo a cambiare i piani che aveva in mente per Bret Hart e il New World Order. Russo e i suoi collaboratori dovettero riunirsi per programmare cosa sarebbe dovuto succedere al prossimo evento in programma, il pay-per-view Souled Out: una delle idee fu quella di assegnare il vacante titolo WCW allo shootfighter Tank Abbott, ex lottatore UFC. Nel tentativo di rendere il tutto maggiormente credibile, il piano originale prevedeva un Rumble match nel quale Sid Vicious sarebbe sopravvissuto per ultimo sul ring prima di venire eliminato con un solo pugno dall'appena entrato Abbott. Tuttavia, il giorno dopo la decisione, Russo e il suo team creativo di sceneggiatori furono rimossi dal progetto con l'indicazione di dedicarsi a qualche altra storyline; Russo declinò l'offerta e preferì dare le sue immediate dimissioni dalla compagnia. Il suo posto venne preso da Kevin Sullivan.
Tre mesi dopo l'abbandono di Russo, Kevin Sullivan venne rimosso dall'incarico e Russo venne riassunto come booker insieme al rientrante Eric Bischoff. L'idea della dirigenza era quella di affidare ai due lo svecchiamento della WCW, con la graduale eliminazione delle vecchie glorie e la valorizzazione dei giovani talenti emergenti come Booker T. Caratteristiche storyline di questo periodo furono la faida The New Blood vs. Millionaire's Club, quella tra Ric Flair e suo figlio David, la creazione e il push del Natural Born Thrillers, la rivalità con Goldberg e il breve regno da campione di Russo.
Nel 2000 Russo restò coinvolto in un famigerato e controverso incidente con Hogan: questi avrebbe dovuto perdere un match contro il campione in carica Jeff Jarrett al pay-per-view Bash at the Beach, ma Hulk si rifiutò (invocando la clausola del suo contratto che gli garantiva il pieno controllo creativo delle storyline che lo riguardavano) poiché non era convinto di come Russo stava gestendo il suo personaggio e dei progetti in serbo per lui dopo la sconfitta.
Russo sembrò acconsentire alle richieste di Hulk, ma di nascosto convinse invece Jarrett a sdraiarsi letteralmente sul ring lasciandosi schienare da Hogan senza combattere. La sera del match, uno sbigottito Hogan commentò il tutto urlando contro Russo: «That's why this company is in the damn shape it's in: because of bullshit like this!» ("Ecco perché questa azienda è nello stato in cui si trova: a causa di stronzate come questa") prima di schienare Jarrett con un piede ed andarsene portando via con sé la cintura WCW. Successivamente Russo sarebbe salito sul ring per annullare il risultato del match, licenziare pubblicamente in diretta Hogan ed insultarlo pesantemente davanti a tutto il pubblico, accusandolo di fronte a milioni di spettatori di usare in modo ricattatorio e intransigente il potere contrattuale e l'autorità di cui godeva nel backstage sia per proteggere i suoi amici che per avere ancor più peso nelle decisioni della federazione. Inoltre Russo dichiarò che Jarrett era ancora il campione ufficiale e che avrebbe difeso il titolo la sera stessa in un match improvvisato contro Booker T, che divenne il nuovo WCW World Champion.
Come promesso da Russo, Hogan non tornò mai più a calcare un ring WCW e anzi fece causa al booker per diffamazione ai danni del suo personaggio (causa che venne respinta nel 2003 poiché le prove contro Russo erano "inesistenti" e il tutto venne considerato dalla corte "semplicemente parte di una storyline del wrestling"); l'evento fu anche l'ultima apparizione in WCW di Eric Bischoff. Hogan affermò, nella sua autobiografia Hollywood Hulk Hogan, che tutto l'episodio fu vero e orchestrato dal dirigente del gruppo Turner Brad Siegel, che non voleva più usare Hogan in quanto costava troppo alle casse della federazione; Bischoff, nella sua autobiografia Controversy Creates Ca$h, raccontò di come Russo (che non credeva più nel personaggio di Hogan e voleva lasciarlo fuori dalla WCW) fece tutto di testa sua licenziando davvero Hogan perché non aveva voluto perdere con Jarrett e che la faccenda generò la causa legale intentata da Hogan.

### Ritorno in WWF (2002)
Nel giugno del 2002 Vince Russo fece ritorno per un breve periodo nella World Wrestling Federation, assumendo il ruolo di direttore creativo del roster di Raw. La principale storyline che propose alla dirigenza fu quella che avrebbe dovuto riportare in auge la cosiddetta Invasion, già vista per gran parte del 2001, ma l'idea riscosse così poco successo che venne scartata da Vince McMahon in persona; due settimane più tardi Russo rassegnò le sue dimissioni dalla WWF per via di alcuni contrasti personali con Stephanie McMahon, rinunciando anche ad una buonuscita di 125.000 dollari.

### Total Nonstop Action (2002–2004)
Nel luglio 2002 Russo entrò nella TNA come sceneggiatore e assistente alla produzione degli show. Russo affermò che il nome "Total Nonstop Action" fu una sua idea e che il concept originale era quello di fornire un prodotto per un pubblico più adulto rispetto a quello WWE.
Durante il suo periodo in TNA, Russo debuttò anche come personaggio televisivo quando il misterioso lottatore mascherato Mr. Wrestling III aiutò Jeff Jarrett a conquistare l'NWA World Heavyweight Championship per poi rivelare di essere lo stesso Russo; nella storyline Jarrett non voleva l'aiuto di Russo e tra i due scoppiò una rivalità. Russo creò la sua propria stable di wrestler, denominandola Sports Entertainment Xtreme (S.E.X.) e reclutando Glenn Gilbertti, Sonny Siaki, AJ Styles B.G. James, Raven, Trinity, la Triple X ed altri. I membri dei S.E.X. si scontrarono con il resto del roster capitanato da Jeff Jarrett. Successivamente Russo avrebbe abbandonato la sua gimmick televisiva per tornare dietro le scene e la leadership dei S.E.X. passò a Gilbertti. Durante questo periodo ebbe una rivalità con la leggenda Roddy Piper che accusò Russo di essere l'anticristo del wrestling e incolpandolo della morte di Owen Hart.
Dopo poco tempo Russo tornò ad apparire sugli schermi colpendo con una mazza da baseball Raven e aiutando Gilbertti a diventare lo sfidante numero uno al titolo mondiale. La settimana seguente, il 4 giugno 2003, quando Gilbertti lottò contro Jarrett con in palio la cintura, Russo colpì Gilbertti con una mazza da baseball aiutando Jarrett a mantenere la cintura.
Durante il pay-per-view dell'11 giugno 2003, AJ Styles e Raven stavano lottando contro Jarrett per il titolo in un Triple Threat match; Russo fece finta di voler colpire Styles con la chitarra di Jarrett, ma invece colpì Jarrett stesso permettendo a Styles di vincere il titolo.
Dopo una parentesi come manager di Styles, il 15 ottobre 2003 Russo fece la sua ultima apparizione televisiva combattendo in uno Street Fight match con Jarrett. Nel febbraio del 2004 lasciò la TNA.

### Ritorno in TNA (2006–2014)
Il 21 settembre 2006 il presidente della TNA Dixie Carter riassunse Russo in qualità di sceneggiatore della federazione.
Durante il pay-per-view del marzo 2007, Destination X, nel corso di un match tra Abyss e Sting il pubblico nell'arena iniziò ad intonare il coro "Fire Russo!" ("licenziate Russo!") a causa dei molteplici incidenti accaduti durante l'incontro.
Altra occasione nella quale si rifece sentire il coro "Fire Russo!" fu il pay-per-view TNA Lockdown tenutosi a St. Louis il 15 aprile 2007 durante un improbabile "Electrified Steel Cage Match" tra il Team 3D e i LAX. A proposito delle critiche ricevute, Russo rispose che l'idea della gabbia elettrificata non era stata sua e che, quando gli fu proposta la cosa, pensò che non avrebbe mai potuto funzionare in maniera credibile. 
Nonostante questi screzi vanno attribuiti a Russo il lancio di Abyss e la rivalità tra Samoa Joe, Christopher Daniels e AJ Styles, a detta di molti la migliore della storia della federazione di Orlando.
Il 27 ottobre 2009 fu annunciato che Hulk Hogan aveva firmato un contratto con la Total Nonstop Action Wrestling. Quando la compagnia lo scritturò, molti ipotizzarono l'allontanamento di Russo proprio perché Hogan aveva dichiarato più volte che non sarebbe tornato mai più a lavorare con lui dopo i fatti di Bash at the Beach 2000; tuttavia Russo continuò a collaborare con la compagnia anche dopo l'arrivo di Hogan.
Il 14 febbraio 2012 viene annunciato da Dixie Carter che la TNA e Russo hanno deciso consensualmente la rescissione del contratto, ma successivamente si è scoperto che aveva continuato a lavorare per la federazione di Nashville fino al 2014.

## Vita privata
Jim Cornette lavorò insieme a Russo in WWF negli anni novanta e in TNA durante gli anni duemila, scontrandosi regolarmente con lui per divergenze di vario genere, e arrivando ad "odiarlo" intensamente negli ultimi anni. Cornette ha criticato pubblicamente Russo sin dalla sua fuoriuscita dalla TNA nel 2009, incolpandolo del suo abbandono a causa delle divergenze creative.
Nel marzo 2010, Cornette inviò all'allora dirigente della TNA Terry Taylor una email nella quale scrisse: "Voglio che Vince Russo muoia. Se riuscissi a trovare un modo per ammazzarlo senza andare in galera, sarebbe il più grande traguardo della mia vita."
Nel corso di un podcast nel 2017, Cornette sfidò Russo a un confronto fisico. Russo rispose facendo emettere un ordine di restrizione nei suoi confronti accusandolo di "stalking fin dal 1999". In tutta risposta, Cornette cominciò a vendere copie autografate dell'ordine restrittivo sul suo sito web personale, donando il ricavato in beneficenza.
La rivalità Russo vs. Cornette è stata ampiamente discussa negli episodi della docu-serie Dark Side of the Ring dedicati allo Screwjob di Montréal e a Brawl for All, andati in onda rispettivamente nel 2019 e nel 2020.

## Titoli e riconoscimenti
- World Championship Wrestling
  - WCW World Heavyweight Championship (1)
- Wrestling Observer Newsletter
  - Worst Gimmick (1999)
  - Worst on interviews (2000)
  - Worst Non-Wrestling Personality (2000)